# Kokopelli & Company
Kokopelli & Company é uma tira de jornal desenhada pelo historiador científico e cartunista Larry Gonick, dirigida geralmente para os leitores de dez a quinze anos de idade. Aparecendo mensalmente na revista Muse, as tiras relatam as aventuras de nove Novas Musas (New Muses), talentosas, mas definitivamente personalidades excêntricas encarregadas de ajudar a humanidade. Diferentemente das Musas da mitologia grega, as novas são Musas das Plantas, Animais, Hardware, Software, Dar-se Bem com as Pessoas, Bad Poetry, Tunes and Tricks e Factóides.  A nona Nova Musa, Urânia, a musa da astronomia, é a única integrante do grupo original.